# Prinzessturm

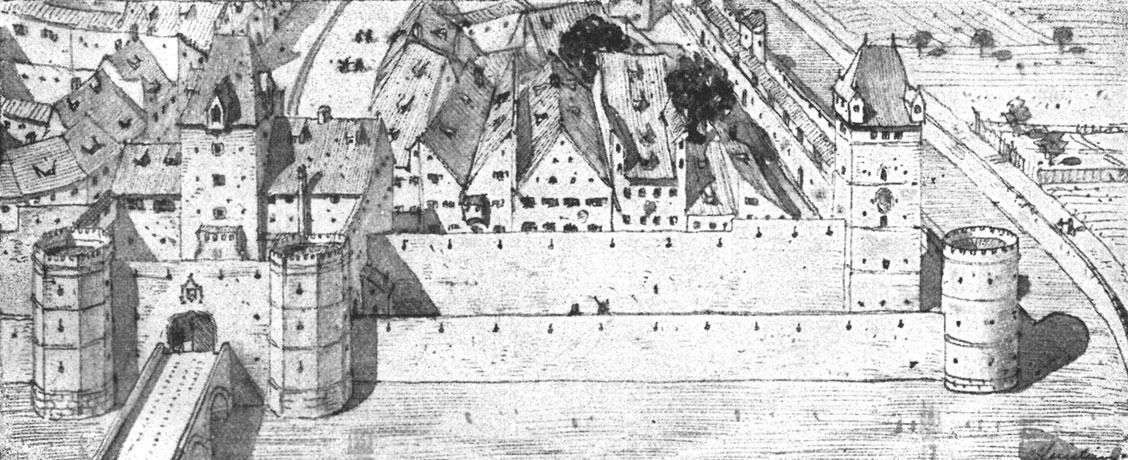
Isartor (links) über die Stadtmauer mit dem Wachturm Lueg ins Land (rechts) verbunden; diesem vorgesetzt, der über die Zwingermauer verbundene runde Prinzessturm. (Steinlein)

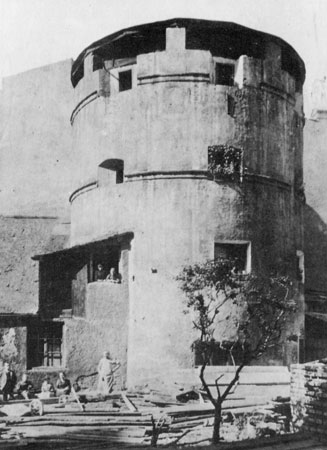
Der Prinzessturm 1890

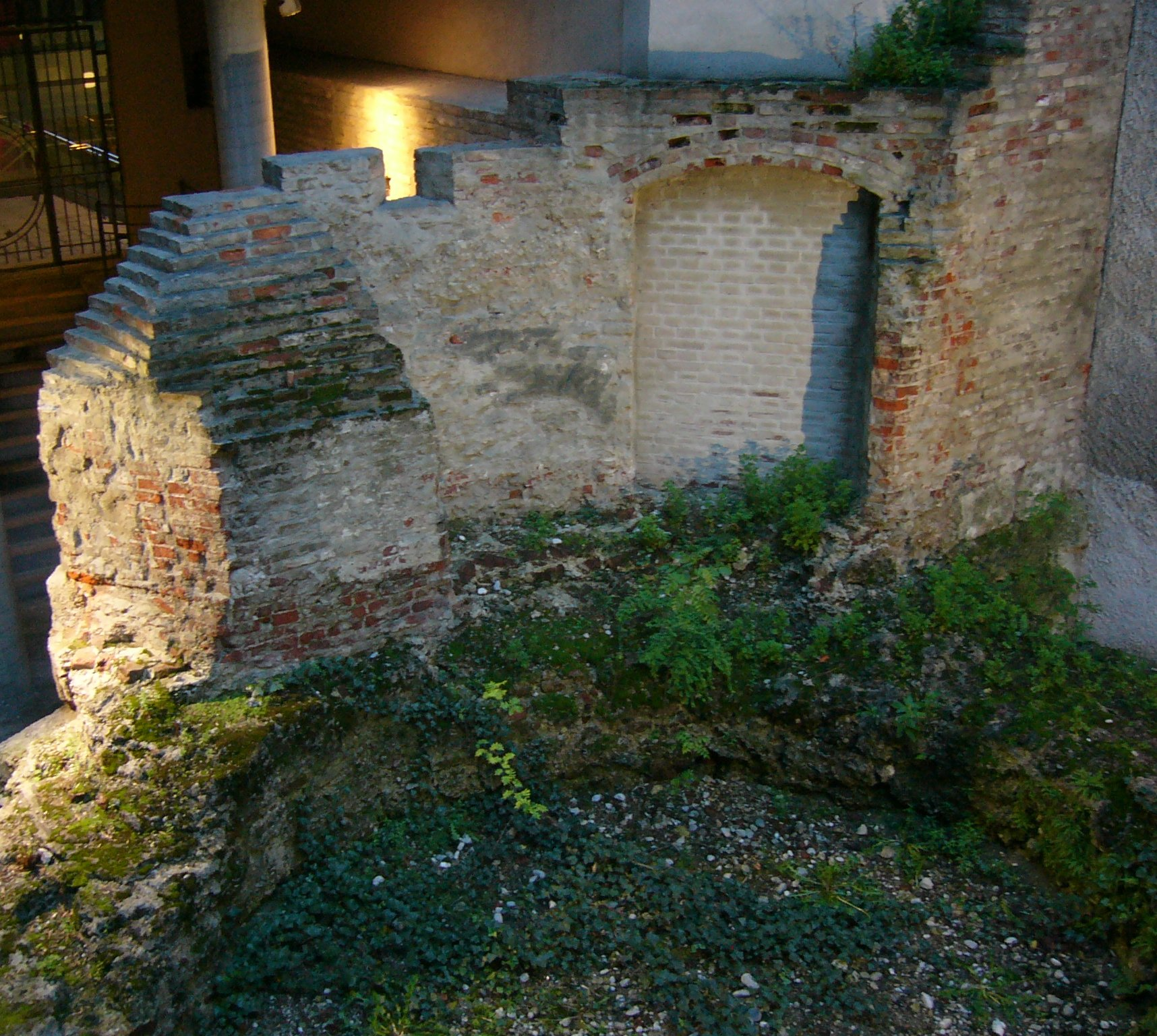
Reste des Prinzessturms

Der Prinzessturm war ein Geschützturm in der Zwingermauer des mittelalterlichen München.

## Lage
Der Prinzessturm lag etwa 100 m nördlich des Isartors an der Stelle, an der die vom Isartor kommende Zwingermauer nach Westen abbog. Er war dem Wachturm Lueg ins Land vorgelagert, der an dieser Stelle auf der Innenseite des Zwingers in der zweiten Stadtmauer stand.
Die Fundamente des Prinzessturms und Reste der Zwingermauer sind heute in einem Innenhof am Thomas-Wimmer-Ring 1 zu sehen. Sie grenzen an die Rückseite des Vindelikerhauses in der Marienstraße 21.

## Geschichte
Erwähnt wurde der Prinzessturm 1473 und 1490 als Scheiblingturm (schaiblingen thurn bej den Ysertorn), was eine Typenbezeichnung für Rundtürme ist. Seit dem 19. Jahrhundert wird er ohne irgendeinen konkreten historischen Bezug Prinzessturm genannt. In der Literatur wird er oft auch nur als Scheibling bezeichnet, was zu Verwechslungen mit dem Scheibling beim Schiffertor führen kann.
1892 wurde der Turm abgerissen. 1987/88 wurden bei Bauarbeiten die Fundamente des Prinzessturms freigelegt, seitdem sind sie mit einem Teil der angrenzenden Zwingermauer offen sichtbar.